# Simonal (filme)
Simonal é um filme brasileiro do gênero drama biográfico e musical. Dirigido por Leonardo Domingues e traz Fabrício Boliveira vivendo o protagonista Wilson Simonal, um dos maiores cantores brasileiros. Conta ainda com Isis Valverde, Caco Ciocler, Leandro Hassum e Mariana Lima nos demais papéis principais.
No Brasil, teve distribuição pela Downtown Filmes e Paris Filmes. No Grande Prêmio do Cinema Brasileiro de 2020, o filme teve 10 indicações, sendo vencedor em quatro categorias, incluindo melhor trilha sonora e melhor ator para Fabrício Boliveira.

## Sinopse
Wilson Simonal (Fabrício Boliveira) é um cantor que saiu da pobreza e conquistou o sucesso, comandando as maiores plateias do Brasil. Talentoso, dono de uma voz única e carisma com o público, Simonal converte suas inseguranças da infância em muito sucesso na vida adulta. Quando conquista o auge de sua carreira, passa a se sentir invencível. Simonal gosta de exibir seu gosto por carros luxuosos, muitas mulheres, faz propagandas para grandes multinacionais e se recusa a fazer campanha contra a ditadura militar brasileira. 
Em um certo momento, começa a enfrentar crises em sua vida financeira e entra em conflito com seu contador. Simonal acaba se envolvendo com o DOPS. A partir daí, começa o declínio de uma das maiores vozes da música nacional.

## Elenco
- Fabrício Boliveira ... Wilson Simonal
- Isis Valverde ... Tereza Pugliesi
- Leandro Hassum ... Carlos Imperial
- Mariana Lima ... Laura Figueredo
- Silvio Guindane ... Marcos Moran
- Caco Ciocler ... Santana
- Bruce Gomlevsky ... Paulo Taviani
- Luciano Quirino ... Lucio
- Fabricio Santiago ... Marcelão
- Letícia Isnard ... Mulher de Taviani
- João Velho ... Luís Carlos Miele
- Dani Ornellas ... Maria
- Rafael Sieg... Ronaldo Bôscoli
- Claudio Mendes... Abelardo
- Joelson Medeiros... Moreti
- Carlos Artur Thiré... jornalista de revista
- Marcio Vito... delegado
- Raphael Logam... Zé Roberto
- João Sabiá... Erasmo Carlos
- Lilian Menezes... Elis Regina
- Pedroca Monteiro ... Godofredo
- Lucio Andrey... colega de cela de Simonal
- Alexandre Liuzzi... preso

## Recepção
Simonal teve uma recepção elogiosa da crítica especializada. No site AdoroCinema, o filme conta com uma média de 3,5 estrelas de 5 com base em 10 resenhas críticas da imprensa.
Denis Le Senechal Klimiuc, crítico do site Cinema com Rapadura, elogiou o roteiro e pontuou como excelente o desempenho do protagonista Fabrício Boliveira: "O roteiro [...] contribui para que a cinebiografia não se perca em demagogia ou acervo excessivamente documental. A persona de Simonal é construída repleta de nuances, as quais ganham a forma e o talento de Fabrício Boliveira."
André Miranda, do O Globo, escreveu: "A gente percebe o quanto Simonal foi um canalha, mas também que ele não era tão canalha assim. A ambientação da produção ajuda a entrarmos naquele período em que compreender o contexto era essencial."
Do Omelete,  Júlia Sabbaga também elogiou Boliveira: "Simonal se aproveita bem do gênero para embalar seu filme com alguns dos maiores hits do cantor, criando uma trilha sonora deliciosa de ouvir. Tudo isso não seria possível sem o protagonista perfeito, encontrando na pele de Fabrício Boliveira."
Já Caio Lopes, do site Observatório do Cinema, em sua crítica escreveu: "Falta a Simonal outro fator que poderia tê-lo elevado e que geralmente falta às nossas cinebiografias: atmosfera. Tomando boa parte de seu tempo nos anos finais da década de 60, o longa busca o sentimento da época através de frases feitas."

## Principais prêmios e indicações
| Ano  | Associações                         | Categoria               | Nomeações                                                                                 | Resultado | Ref.  |
| ---- | ----------------------------------- | ----------------------- | ----------------------------------------------------------------------------------------- | --------- | ----- |
| 2018 | Festival de Cinema de Gramado       | Melhor Fotografia       | Pedro Baião                                                                               | Venceu    | [ 8 ] |
| 2018 | Festival de Cinema de Gramado       | Melhor Direção de Arte  | Yurika Yamasaki                                                                           | Venceu    | [ 8 ] |
| 2018 | Festival de Cinema de Gramado       | Melhor Trilha Sonora    | Max de Castro e Wilson Simoninha                                                          | Venceu    | [ 8 ] |
| 2020 | Prêmio Guarani de Cinema Brasileiro | Melhor Ator             | Fabrício Boliveira                                                                        | Indicado  | [ 9 ] |
| 2020 | Prêmio Guarani de Cinema Brasileiro | Melhor Som              | Max de Castro e Wilson Simoninha                                                          | Indicado  | [ 9 ] |
| 2020 | Grande Prêmio do Cinema Brasileiro  | Melhor Filme            |                                                                                           | Indicado  | [ 3 ] |
| 2020 | Grande Prêmio do Cinema Brasileiro  | Melhor Ator             | Fabrício Boliveira (empate com Silvero Pereira por Bacurau)                               | Venceu    | [ 3 ] |
| 2020 | Grande Prêmio do Cinema Brasileiro  | Melhor Ator Coadjuvante | Caco Ciocler                                                                              | Indicado  | [ 3 ] |
| 2020 | Grande Prêmio do Cinema Brasileiro  | Melhor Direção de Arte  | Yurika Yamasaki                                                                           | Indicado  | [ 3 ] |
| 2020 | Grande Prêmio do Cinema Brasileiro  | Melhor Figurino         | Kika Lopes                                                                                | Indicado  | [ 3 ] |
| 2020 | Grande Prêmio do Cinema Brasileiro  | Melhor Montagem         | Pedro Bronz e Vicente Kubrusly                                                            | Indicado  | [ 3 ] |
| 2020 | Grande Prêmio do Cinema Brasileiro  | Melhor Maquiagem        | Rose Verçosa                                                                              | Indicado  | [ 3 ] |
| 2020 | Grande Prêmio do Cinema Brasileiro  | Melhor Som              | Marcel Costa, Alessandro Laroca, Eduardo Virmond Lima, Armando Torres Jr. e Renan Deodato | Venceu    | [ 3 ] |
| 2020 | Grande Prêmio do Cinema Brasileiro  | Melhor Trilha Sonora    | Max de Castro e Wilson Simoninha                                                          | Venceu    | [ 3 ] |
| 2020 | Grande Prêmio do Cinema Brasileiro  | Melhor Primeira Direção | Leonardo Domingues                                                                        | Venceu    | [ 3 ] |